# Somali (Sprache)
Somali oder Somalisch (Eigenbezeichnung Af Soomaali) ist eine ostkuschitische Sprache, die von den Somali am Horn von Afrika (in Somalia, im Nordosten Kenias, im Osten Äthiopiens und in Dschibuti) sowie in Exilgemeinden gesprochen wird. In Somalia ist Somali seit Ende 1972 anstelle von Italienisch und Englisch eine Amtssprache, die in Verwaltung, Bildung und Massenmedien verwendet wird.

## Geschichte
Das Somali ist die Muttersprache der Somali, die mehrheitlich als Nomaden am Horn von Afrika leben. Es enthält viele Lehnwörter aus dem Arabischen, anderen orientalischen Sprachen sowie aus den Kolonialsprachen Englisch und Italienisch.
Der Islam hat großen Einfluss auf die Somali genommen. Er ist bis heute die meistverbreitete Religion in Somalia, Statistiken beziffern bis zu 99,8 % sunnitische Muslime. Die Lehnwörter aus dem Arabischen und Persischen kommen daher nicht nur im religiösen Kontext, sondern auch in der Sprache des Alltags vor (z. B. Albab-ka – die Tür, abgeleitet vom arabischen الباب).

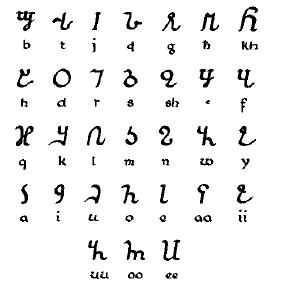
Die Osmaniya-Schrift, einer von zahlreichen Versuchen zur Verschriftung

Das Somali wurde größtenteils mündlich überliefert, obschon seit Jahrhunderten in arabischer Schrift Somali geschrieben wurde (sogenannte Wadaad-Schrift). In der zweiten Hälfte des 20. Jahrhunderts bemühten sich somalische Nationalisten um eine Aufwertung des Somali gegenüber Italienisch und Englisch und auch gegenüber dem Arabischen. Insbesondere wollten sie eine flächendeckende Alphabetisierung der Somali in ihrer eigenen Sprache erreichen. Es fehlte jedoch eine Standardisierung und Verschriftung der Sprache, und das arabische Alphabet erwies sich wegen seiner begrenzten Möglichkeiten, Vokale wiederzugeben, als mäßig geeignet, während das lateinische Alphabet als Erbe der Kolonialzeit und aus religiösen Gründen zunächst auf Ablehnung stieß. Es wurden auch eigenständige Schriftsysteme entwickelt, von denen insbesondere die Osmaniya-Schrift Verbreitung fand. 1972 entschied sich ein Komitee aus internationalen Sprachwissenschaftlern unter dem Präsidenten und Diktator Siad Barre aus praktischen Gründen für die lateinische Schrift, und lateinisch geschriebenes Somali wurde zur Nationalsprache.

Gedicht von Mohammed Abdullah Hassan in lateinisch geschriebenem Somali

Nachdem Somali zur Nationalsprache Somalias erklärt worden war, nahm es eine sprunghafte Entwicklung. Die Sprache erwarb in kurzer Zeit eine Reihe hoch spezialisierter Fachwörter. 1976 erschienen das Qaamuus kooban ee af Soomaali ah und das Qaamuuska Af-Soomaaliga als erste umfassende Wörterbücher. Massenmedien und Bildungssystem wurden von Englisch oder Italienisch auf Somali umgestellt. Beamte mussten eine Sprachprüfung ablegen, und 1974 wurden im Rahmen der Alphabetisierungskampagne für die Landbevölkerung (Ololaha Horumarinta Reer Miyiga) etwa 25.000 Schüler auf das Land geschickt, um ihren Mitbürgern die neue Schrift beizubringen. Den Angaben der Regierung zufolge wurde mit diesen Maßnahmen eine Alphabetisierungsrate von 60 % erreicht.
Mit dem Zusammenbruch der somalischen Regierung und dem Beginn des somalischen Bürgerkrieges Anfang der 1990er Jahre schwand auch die Bedeutung der somalischen Kultur und Sprache. Die Sprache erlebt seit dem Zerfall Somalias eine Stagnation, wenn nicht einen Niedergang, was sowohl an den Zerstörungen im Rahmen des Krieges als auch an der Emigration vieler Somalier, und somit ihrer Zerstreuung, in alle Teile der Welt lag. In Somalia liegen Alphabetisierungs- und Schulbesuchsraten wohl unter 25 % (vgl. Bildungssystem in Somalia).

## Klassifikation und Dialekte
Das Somali gehört zu den tieflandostkuschitischen Sprachen, die ihrerseits zum kuschitischen Zweig der afroasiatischen Sprachfamilie gehören. Innerhalb des Tieflandostkuschitischen gehört es zur Gruppe der Omo-Tana-Sprachen.
Über die Beziehung des Somali zu den nächstverwandten Sprachen und über seine Unterteilung in Dialekte gibt es in der Sprachwissenschaft unterschiedliche Ansichten. Cerulli (1919) und Moreno (1955) unterscheiden vier Gruppen von Dialekten:
- Nord oder Isaaq, gesprochen von den Clans der Isaaq und der zu den Dir gehörenden Gadabursi und Issa (Ciise).
- Zentral oder Darod, gesprochen von der weit verbreiteten Clanfamilie der Darod in Nordost- und Zentralsomalia, in der äthiopischen Somali-Region (Ogaden), in Südsomalia und Nordost-Kenia.
- Küstendialekte bzw. Hawiye (Cerulli) oder Benadir (Moreno) an der Küste in Südsomalia.
- Oberjuba bzw. Sab (Cerulli) oder Digil (Moreno) im Gebiet der ehemaligen Provinz Ober-Jubba (heute Bay, Bakool und Gedo).

Andrzejewski (1971) und Saeed (1982) fassen Nord und Zentral, die viele Gemeinsamkeiten aufweisen, als Common Somali zusammen, womit es in ihrer Einteilung drei Dialektgruppen gibt; die Oberjuba-Dialekte bezeichnen sie als Central. Die Somali selbst unterscheiden gemeinhin grob zwischen Maxaad-tiri- oder Maxaa-tiri-Dialekten (womit Common Somali und Küstendialekte gemeint sind) und Maay (was Oberjuba entspricht). Diese Bezeichnungen sind von den Formen für die Frage „Was hast du gesagt?“ (Maxaad tiri?) bzw. „Was?“ (Maay?) abgeleitet und beziehen sich auf zwei Extreme unter den Varietäten des Somali.
Bernd Heine klassifizierte 1978 Somali, Rendille und Boni als Sam-Sprachen innerhalb der Omo-Tana-Gruppe, womit er die anderen beiden als Schwestersprachen des Somali einstuft. Somit ergibt sich folgende Einteilung:
- Afroasiatisch
  - Kuschitisch
    - (Ostkuschitisch)
      - Tieflandostkuschitisch
        - Omo-Tana
          - West-Omo-Tana (Galaboid)
          - Nord-Omo-Tana: Bayso
          - Ost-Omo-Tana/Sam-Sprachen
            - West-Sam: Rendille (vgl. Rendille)
            - Ost-Sam
              - Boni
              - Somali.

Christopher Ehret und Mohamed Nuuh Ali stufen hingegen in ihrer Klassifikation Rendille und Boni als Somali-Dialekte ein. Ihnen zufolge trennten sich zuerst das Bayso und das – bislang als Oberjuba-/Digil-Dialekt betrachtete – Jiiddu von der übrigen Gruppe (dem Sam), von der sich dann als Nächstes das Rendille abspaltete.
- Somali I
  - Genale: Bayso und Jiiddu
  - Somali II (Dawo, Sam)
    - Rendille
    - Somali III
      - Aweer (Boni) und Garre
      - Juba
        - Tunni
        - Baardheere

      - Somali IV
        - Maay-Dialekte
        - Benadir-Nord
          - Baraawe
          - Benadir
            - Hamar
            - Jamaame, Merka

          - Jowhar
            - Shabelle-Nord
              - Adale
              - Buur Heybe
              - Buloburti-Nord
                - Buloburti
                - Degodia
                - Baali
                - Nord-Somali.

Marcello Lamberti stimmte der Eingliederung von Rendille und Boni als Somali-Dialekte zu, übte jedoch Kritik an den Methoden von Ehret und Ali. Ihm zufolge gehört Jiiddu zu den Sam-Sprachen. Innerhalb des Somali unterscheidet er sechs Dialektgruppen:
1. Nord oder Common Somali
2. Benadir: Hierzu gehören die einzelnen Dialekte Af-Abgaal, Af-Gaalja'aal, Af-Ajuran, Af-Xamari und Af-Biimaal. Neben dem Digil ist dies die heterogenste Gruppe.
3. Ashraaf: Dieses wird in Mogadischu und im Merka-Distrikt von hellhäutigen Somaliern arabischer Herkunft gesprochen, die sich als Nachfahren des Propheten Mohammed betrachten, und zerfällt in einen Mogadischu- oder Shingaani-Dialekt und einen Nieder-Shabelle-Dialekt. Wegen der geringen Anzahl an Sprechern wurde Ashraaf in den meisten Klassifikationen nicht beachtet.
4. Maay-Dialekte, die vom ehemaligen Oberjuba-Gebiet bis zu den Distrikten Jilib und Jamaame gesprochen werden. Lamberti unterscheidet fünf Dialekte (Nord, Ost, Flachland, West und Süd/Niederjuba[9]), die allerdings nicht scharf abgrenzbar sind und fließend ineinander übergehen.
5. „Digil-Gruppe“: Dies ist die heterogenste Gruppe, die womöglich keine Einheit bildet. Darunter werden Tunni, Dabarre, Garre-Boni und Jiiddu zusammengefasst. Tunni und Dabarre sind dem Maay am nächsten und teilen mit diesem viele Isoglossen und Innovationen. Garre-Boni umfasst zahlreiche Unterdialekte in Somalia und Kenia. Jiiddu hat unter den Somali-Dialekten eine isolierte Stellung und dürfte sich als einer der ersten Dialekte abgespalten haben; Lambertis „Substratum-Theorie“ zufolge wanderten die Jiiddu getrennt von den übrigen Somali aus dem Herkunftsgebiet aller Omo-Tana-Sprachen im südlichen äthiopischen Hochland nach Südsomalia und wurden dort soweit somalisiert, dass ihre Sprache nunmehr als Somali-Dialekt erscheint.[10]
6. Rendille: Die Rendille leben im Norden Kenias und sind durch die Borana-Oromo von den übrigen Somali-sprachigen Gruppen getrennt. Vor dem Eindringen der Borana im 16. Jahrhundert bildete das Rendille wohl mit den in Südsomalia gesprochenen Dialekten ein Dialektkontinuum.

## Sprachsoziologie
Das Somali wird vornehmlich in Somalia gesprochen, aber auch von den ethnischen Somali in Äthiopien, Dschibuti und Kenia. In Somalia wird es von allen Volksgruppen verwendet, also auch Minderheiten wie den Oromo, Bantu, Swahili (Bajuni) und Boni.
Das Somali deckt alle Funktionen in Somalia ab. Es war de jure und ist weiterhin de facto Nationalsprache, ist Muttersprache für etwa 95 % aller Somalier, und es ist das horizontale Medium in Somalia. Somalia ist eines der wenigen afrikanischen Länder mit einer Mehrheitssprache, und Somalia und Tansania waren die einzigen beiden afrikanischen Länder südlich der Sahara, die sich vom Gebrauch der europäischen Kolonialsprachen weg entwickelt haben.
Basis für das Standard-Somali ist die nördliche Dialektgruppe (Common Somali), insbesondere der Darod-Dialekt der Region Mudug. Etwa die Hälfte aller Somali spricht einen Dialekt aus dieser Gruppe. Vor allem Sprecher der Maay-Dialekte beklagen zum Teil eine Diskriminierung ihrer Sprachvarietät. So eigne sich die für die Standardsprache erarbeitete Verschriftung nur bedingt für die Wiedergabe des Maay. Für dieses wurde daher eine eigene Verschriftung, das „Maay-Alphabet“, ausgearbeitet. Statt Rahanweyn (Raxanweyn) wird darin beispielsweise Reewing geschrieben, was der eigenen Aussprache der „Rahanweyn“ näher kommt. Gemäß der Übergangsverfassung Somalias von 2004 ist Somali mit Maay und Maha Tiri Amtssprache Somalias.
Außerhalb Somalias wird das Somali auch in den angrenzenden Gebieten Dschibutis, Kenias (Nordostregion) und Äthiopiens (Somali-Region bzw. Ogaden) gesprochen, jeweils von den dort lebenden Somali. Über dieses angestammte Gebiet am Horn von Afrika hinaus haben sich die Somali schon frühzeitig durch ihre traditionelle, händlerische Rolle im Orient, in jüngerer Zeit sehr verstärkt durch die Flucht vor der Diktatur Siad Barres und dem Bürgerkrieg in Somalia, in der ganzen Welt verbreitet. So gibt es eine große Diaspora in den USA, in Kanada, Großbritannien, Skandinavien, Italien, den Niederlanden und anderen Ländern. Es gibt bis dato keine Studien über die Anzahl der Auswanderer in einzelne Länder, jedoch gehen Schätzungen von bis zu 3 Millionen Flüchtlingen und Auswanderern aus.
In Dschibuti verfolgt die offizielle Bildungs- und Sprachpolitik das Ziel, den Schulunterricht sowohl in der Amtssprache Französisch als auch auf Somali und Afar – den Muttersprachen der meisten Dschibutier – sowie auf Arabisch abzuhalten; faktisch ist Französisch jedoch fast alleinige Bildungssprache. Es hat auch das in Dschibuti gesprochene Somali beeinflusst. Das nationale Radio sendet in allen vier Sprachen. In islamischen (Schari'a-) und gewohnheitsrechtlichen Gerichten, die neben der nach französischem Vorbild funktionierenden Justiz bestehen, werden vor allem Arabisch, Somali und Afar verwendet. In der äthiopischen Somali-Region ist Somali regionale Arbeitssprache.

## Schrift und Lautsystem
Das seit 1972 gebräuchliche lateinische Alphabet wurde für das Somali angepasst und ist streng phonetisch, beinhaltet jedoch abgesehen vom Apostroph keine Sonderzeichen. Die Reihenfolge der Buchstaben stützt sich auf jene des arabischen Alphabets:
', B, T, J, X, KH, D, R, S, SH, DH, C, G, F, Q, K, L, M, N, W, H, Y, A, E, I, O, U.
Folgende Buchstaben oder Buchstabenkombinationen werden anders ausgesprochen als im Deutschen:
- ' – /ʔ/ – entspricht dem deutschen Stimmabsatz („Glottisverschlusslaut“) zwischen dem e und dem a in beachten (vgl. den Vornamen Bea ohne Stimmabsatz)
- J – /dʒ/- dt. dsch
- X – /ħ/ – wie dt. h, aber tiefer aus der Kehle, entspricht arab. ح
- KH – /χ/ – wie dt. ch, aber tiefer aus der Kehle, entspricht dem schweizerdeutschen ch
- SH – /ʃ/ – wie dt. sch
- DH – /ɖ/ – wie dt. d, aber die Zungenspitze berührt das Gaumendach anstatt die Zähne
- C – /ʕ/ – entspricht dem arab. ع (ʕain)
- Q – /ɢ/ – wie dt. k, aber tiefer aus der Kehle, arab. ق
- W – /w/ – wie das englische w, nach Vokal wie dt. u
- Y – /j/ – wie dt. j

Wie im Französischen oder Italienischen werden darüber hinaus die Buchstaben T und K ohne die im Deutschen übliche Behauchung ausgesprochen. Das R ist immer ein Zungenspitzen-r, wie in Bayern. Doppelt geschriebene Vokale sind im Somali sehr häufig und werden einfach etwas länger gesprochen – man schreibt zum Beispiel Soomaaliya; dasselbe gilt für Doppelkonsonanten.
Das Konsonantensystem lässt sich also folgendermaßen zusammenfassen:
| Konsonanten            | bilabial | bilabial | labio- dental | labio- dental | alveolar | alveolar | post- alveolar | post- alveolar | retroflex | retroflex | palatal | palatal | velar | velar | uvular | uvular | pha- ryngal | pha- ryngal | glottal | glottal |
| ---------------------- | -------- | -------- | ------------- | ------------- | -------- | -------- | -------------- | -------------- | --------- | --------- | ------- | ------- | ----- | ----- | ------ | ------ | ----------- | ----------- | ------- | ------- |
| Konsonanten            | stl.     | sth.     | stl.          | sth.          | stl.     | sth.     | stl.           | sth.           | stl.      | sth.      | stl.    | sth.    | stl.  | sth.  | stl.   | sth.   | stl.        | sth.        | stl.    | sth.    |
| Plosive                |          | b        |               |               | t        | d        |                |                |           | ɖ (dh)    |         |         | k     | g     |        | ɢ (q)  |             |             | ʔ (')   |         |
| Nasale                 |          | m        |               |               |          | n        |                |                |           |           |         |         |       |       |        |        |             |             |         |         |
| Vibranten              |          |          |               |               |          | r        |                |                |           |           |         |         |       |       |        |        |             |             |         |         |
| Frikative              |          |          | f             |               | s        |          | ʃ (sh)         |                |           |           |         |         |       |       | χ (kh) |        | ħ (x)       | ʕ (c)       | h       |         |
| Approximanten          |          |          |               |               |          |          |                |                |           |           |         | j (y)   |       | w     |        |        |             |             |         |         |
| laterale Approximanten |          |          |               |               |          | l        |                |                |           |           |         |         |       |       |        |        |             |             |         |         |
| Affrikaten             |          |          |               |               |          |          |                | dʒ (j)         |           |           |         |         |       |       |        |        |             |             |         |         |

Das Somali besitzt ein Zehn-Vokal-System mit den Vokalen a, e, i, o, u sowie ihren langen Entsprechungen aa, ee, ii, oo, uu. Alle Vokale werden im Standard-Somali gespannt (also wie Langvokale im Deutschen) realisiert.

## Grammatik
Das Somali ist als kuschitische Sprache eine flektierende Sprache. Eine Besonderheit im Vergleich zu europäischen Sprachen ist die Existenz einer inklusiven und einer exklusiven Form der ersten Person Plural. Weiterhin besitzt das Somali Fokusmarker, die die Fokussierung eines bestimmten Satzgliedes ermöglichen, und es gibt Linguisten, die das Somali für eine Tonsprache halten.

### Morphologie

#### Substantiv
Das Substantiv im Somali wird – wie in verwandten Sprachen auch – nach Genera (männlich und weiblich), Numerus (Einzahl und Mehrzahl) und Kasus (Absolutiv, Nominativ, Genitiv und Vokativ) flektiert. Außerdem kann es mit einem Artikel bestimmt werden. Die meisten Affixe, die an ein Substantiv treten, verändern sich durch relativ komplexe Assimilationsregeln.

##### Artikel / Determination
Die lexikalische Form des Substantivs steht, außer bei Kollektiva oder unzählbaren Dingen, in der Einzahl. Um ein Substantiv zu bestimmen (determinieren), wird der Artikel suffigiert:
buug (M. Sg.) "(ein) Buch" buug-ga (statt *buug-ka) "das Buch"
gacan (F. Sg.) "(eine) Hand" gacanta "die Hand"
Der Artikel für männliche Substantive lautet ka/ki und der für weibliche ta/ti. Das k respektive t sind hier die eigentlichen Determinationsmarker je nach Genus, wobei der nachfolgende Vokal sich je nach Kasus des Substantivs ändert. Die Artikel sind in Singular und Plural gleich.

##### Kasus
Die Grundform des Substantivs ist der Absolutiv. Wenn das Substantiv mit einem Artikel (oder auch ein Demonstrativum) bestimmt wird, trägt dieser Artikel den finalen Vokal a (siehe Beispiele für Determination).
Wenn ein Substantiv im Nominativ (oder auch Subjektiv) steht, ist es Subjekt des Satzes. Wenn es einen Artikel trägt, ändert sich der Vokal des Artikels von a zu u. Wenn das Subjekt nicht aus einem einzelnen Nomen, sondern aus einer ganzen Nomenphrase besteht, so steht nur das letzte Wort im Nominativ:
nin (mann.SG.M.ABS) "(ein) Mann" nin-ka (mann.SG.M-DET:ABS) "der Mann" nin-ku (mann.SG.M-DET:NOM) "der Mann" nin-ka iyo wiil-ku (mann.SG.M-DET:ABS und junge-DET:NOM)
Männliche, unbestimmte Substantive werden mittels einer Tonveränderung in den Nominativ gesetzt. Dieser Ton findet allerdings in der standardisierten Orthographie keine Ausdruck – er wird nur vereinzelt, vornehmlich in wissenschaftlicher Publikation, durch Akzente über Vokalen markiert. Diese Tonveränderung hängt aber von der Silbenstruktur ab. Hier nur ein Beispiel:
nín (mann.SG.M.ABS) "(ein) Mann (Absolutiv)" nin (mann.SG.M.NOM) "(ein) Mann (Nominativ)" (Saeed 1993:143) (Der steigende Akzent steht für einen steigenden Ton)
Weibliche, unbestimmte Substantive werden durch eine Tonveränderung und manchmal auch zusätzlich durch ein suffigiertes -i bestimmt:
náag (frau.SG.F.ABS) "(eine) Frau (Absolutiv)" naag-i (frau.SG.F-NOM) "(eine) Frau (Nominativ)" (Saeed 1993:142)
Substantive werden durch eine Tonveränderung in den Genitiv gesetzt. Für manche weibliche Substantive gibt es zusätzlich ein Genitiv-Suffix, -eed/-aad/-od, (je nach finalem Vokal):
libàax (löwe.SG.M.ABS) "(ein) Löwe (Absolutiv)" libáax (löwe.SG.M.GEN) "(ein) Löwe (Genitiv)"
áf Carabeed "Sprache der Araber, Arabisch" (Saeed 1993:148f)
Den Vokativ eines Substantivs bildet man im Somali entweder mit einer Tonveränderung oder mit Suffixen:
|         | Männlich | Männlich       | Weiblich | Weiblich |
| Einzahl | Mehrzahl | Einzahl        | Mehrzahl |          |
| ------- | -------- | -------------- | -------- | -------- |
| -òw     | -yohow   | -èey/-àay/-òoy | -yahay   |          |

Beispiele:
Hassanòw "Hassan!" Ayaanèey "Ayaan!"

##### Geschlecht / Genus
Substantive können im Somali entweder männlich oder weiblich sein. In der indeterminierten Form wird das Genus von Substantiven nicht markiert:
buug "ein Buch" (m), dagegen gacan "Hand" (f).
Das grammatische Geschlecht (Genus) von Substantiven ist in der Regel äußerlich nicht erkennbar. Es hat meist keine Beziehung zum natürlichen Geschlecht, sondern ist vielmehr variabel (siehe unten).

##### Zahl / Numerus
Substantive bilden auf drei Arten den Plural (unter anderem auch durch Teilreduplikation), wobei die Pluralbildung jedoch durch viele Assimilationsprozesse verkompliziert wird. Plurale werden mit den gleichen Suffixen determiniert wie Singulare. Substantive wechseln oft ihr Geschlecht, wenn man sie aus dem Singular in den Plural setzt. Dieses Phänomen ist als Gender Polarity oder Genuspolarität bekannt. Dabei werden maskuline Substantive im Plural feminin und umgekehrt als z. B.: buug-ga (m.) "das Buch" – buugag-ta (f.) "die Bücher".

#### Pronomina
Die wichtigsten Pronomina des Somali bilden die Personalpronomina, von denen zwei Reihen, die Subjektpronomen und die Objektpronomen, und von jeder Reihe eine emphatische und eine kurze Form existieren. Bei den Objektpronomen existieren wiederum zwei Reihen, eine kürzere und eine mit dem durch Lautwandel oft unkenntlich gemachtem Suffix -u abgeleitete. Bei der 1. Person Plural werden zwei Formen unterschieden: eine inklusive ("wir mit dir/euch") und eine exklusive ("wir ohne dich/euch"):
|                   | Subjektpronomen | Subjektpronomen | Objektpronomen | Objektpronomen |
| Person            | Emphatisch      | Kurz            | Emphatisch     | Kurz           |
| ----------------- | --------------- | --------------- | -------------- | -------------- |
| 1. Sing.          | anigu           | aan             | aniga          | i(i)           |
| 2. Sing.          | adigu           | aad             | adiga          | ku(u)          |
| 3. Sing. m.       | isagu           | uu              | isaga          | (u)            |
| 3. Sing. f.       | iyadu           | ay              | iyada          | (u)            |
| 1. Pl. (inklusiv) | innagu          | aynu            | innaga         | ina/inoo       |
| 1. Pl. (exklusiv) | annagu          | aannu           | annaga         | na/noo         |
| 2. Pl.            | idinku          | aad             | idinka         | idin/idiin     |
| 3. Pl.            | iyagu           | ay              | iyaga          | (u)            |

#### Verb
Das Verb im Somali kennt neben einigen zusammengesetzten Tempora im Indikativ vier synthetische Tempora, dabei für Präsens und Präteritum jeweils zwei Aspektformen, sowie für Präsens und Futur einen subjunktivischen Modus. Die gewöhnlichen Verben werden wie auch in anderen ostkuschitischen Sprachen wie dem Oromo mit personen- und tempusspezifischen Suffixen konjugiert; lediglich eine geringe Anzahl an häufigen Verben hat die Präfixkonjugation bewahrt. Verben können außerdem durch Stammerweiterungen verbale Ableitungen bilden, wie z. B. einen Reflexiv.

##### Präfixkonjugation
Die im Afroasiatischen verbreitete Konjugation mit Präfixen (und Suffixen) ist außer bei 4(5) Verben verloren gegangen. Diese vier Verben sind (hier in 3.sg.m. einfache Vergangenheit):
| Verb   | Übersetzung    |
| ------ | -------------- |
| yidhi  | "sagen"        |
| yimi   | "kommen"       |
| yiil   | "sein (lokal)" |
| yiqiin | "wissen"       |

Weiterhin gibt es noch das Verb yahay "sein", das jedoch nur in einigen Formen (Präsens) mit Präfixen und Suffixen konjugiert wird.
So wird bspws. yimi "kommen" in der einfachen Vergangenheit folgendermaßen konjugiert:
| Person      | Form       | Übersetzung |
| ----------- | ---------- | ----------- |
| 1. Sing.    | (n) imid   | "ich kam"   |
| 2. Sing.    | timid      | "du kamst"  |
| 3. Sing. m. | yimid      | "er kam"    |
| 3. Sing. f. | timid      | "sie kam"   |
| 1. Pl.      | nimid      | "wir kamen" |
| 2. Pl.      | timaaddeen | "ihr kamt"  |
| 3. Pl.      | yimaaddeen | "sie kamen" |

und im allgemeinen Präsens:
| Person      | Form       | Übersetzung  |
| ----------- | ---------- | ------------ |
| 1. Sing.    | imaaddaa   | "ich komme"  |
| 2. Sing.    | timaaddaa  | "du kommst"  |
| 3. Sing. m. | yimaaddaa  | "er kommt"   |
| 3. Sing. f. | timaaddaa  | "sie kommt"  |
| 1. Pl.      | nimaadnaa  | "wir kommen" |
| 2. Pl.      | timaaddaan | "ihr kommt"  |
| 3. Pl.      | yimaaddaan | "sie kommen" |

##### Indikativische Formen

###### Allgemeines Präsens
Das allgemeine Präsens drückt eine gegenwärtige Handlung aus, die im Gegensatz zum aktuellen Präsens nicht unmittelbar jetzt stattfindet. Das allgemeine Präsens wird verwendet, um einen Habitus auszudrücken, also Dinge die üblicherweise, gewöhnlicherweise oder auch regelmäßig durchgeführt werden. Das allgemeine Präsens von keen "bringen" lautet:
| Person      | Form     | Übersetzung   |
| ----------- | -------- | ------------- |
| 1. Sing.    | keenaa   | "ich bringe"  |
| 2. Sing.    | keentaa  | "du bringst"  |
| 3. Sing. m. | keenaa   | "er bringt"   |
| 3. Sing. f. | keentaa  | "sie bringt"  |
| 1. Pl.      | keennaa  | "wir bringen" |
| 2. Pl.      | keentaan | "ihr bringt"  |
| 3. Pl.      | keenaan  | "sie bringen" |

###### Allgemeines Präteritum
Das allgemeine Präteritum wird, wie das allgemeine Präsens, für habituelle Handlungen benutzt, allerdings in der Vergangenheit. Im Gegensatz zum aktuellen Präteritum ist die Handlung punktuell bzw. zeitlich begrenzt. Die Formen von keen "bringen" lauten:
| Person      | Form     | Übersetzung    |
| ----------- | -------- | -------------- |
| 1. Sing.    | keenay   | "ich brachte"  |
| 2. Sing.    | keentay  | "du brachtest" |
| 3. Sing. m. | keenay   | "er brachte"   |
| 3. Sing. f. | keentay  | "sie brachte"  |
| 1. Pl.      | keennay  | "wir brachten" |
| 2. Pl.      | keenteen | "ihr brachtet" |
| 3. Pl.      | keeneen  | "sie brachten" |

Anm. Das finale -ay wird auch -ey gesprochen und geschrieben.

###### Aktuelles Präsens
Das aktuelle Präsens wird mit dem Infix -ay- / -na- (Verwendung dialektal bedingt) und (im Wesentlichen) den Personalendungen des allgemeinen Präsens gebildet. Das aktuelle Präsens von keenid "bringen" lautet:
| Person      | Form       | Übersetzung          |
| ----------- | ---------- | -------------------- |
| 1. Sing.    | keenayaa   | "ich bringe gerade"  |
| 2. Sing.    | keenaysaa  | "du bringst gerade"  |
| 3. Sing. m. | keenayaa   | "er bringt gerade"   |
| 3. Sing. f. | keenaysaa  | "sie bringt gerade"  |
| 1. Pl.      | keenaynaa  | "wir bringen gerade" |
| 2. Pl.      | keenaysaan | "ihr bringt gerade"  |
| 3. Pl.      | keenayaan  | "sie bringen gerade" |

###### Aktuelles Präteritum
Das aktuelle Präteritum wird mit dem Infix -na / -ay und den Endungen des allgemeinen Präteritums gebildet: keen+ay+ey = keenayey "ich brachte. Es wird bei vergangenen Handlungen verwendet, die auf eine bestimmte Zeitspanne beschränkt waren oder in der Vergangenheit sich wiederholten oder andauerten: Intuu akhrinayey wargeyska wuu quracanayey. "Während er die Zeitung las, frühstückte er.

###### Futur
Das Futur wird mit dem Infinitiv des entsprechenden Verbs und dem allgemeinen Präsens von doonid "wollen" gebildet:
| Person      | Form           | Übersetzung          |
| ----------- | -------------- | -------------------- |
| 1. Sing.    | keeni doonaa   | "ich werde bringen"  |
| 2. Sing.    | keeni doontaa  | "du wirst bringen"   |
| 3. Sing. m. | keeni doonaa   | "er wird bringen"    |
| 3. Sing. f. | keeni doontaa  | "sie wird bringen"   |
| 1. Pl.      | keeni doonaa   | "wir werden bringen" |
| 2. Pl.      | keeni doontaan | "ihr werdet bringen" |
| 3. Pl.      | keeni doonaan  | "sie werden bringen" |

##### Subjunktiv
Der Modus Subjunktiv wird im Gegensatz zum Indikativ nur in Nebensätzen benutzt, namentlich nach unterordnenden Konjunktionen, in einigen Relativsätzen und in der Verbindung waa + in + Personalsuffix in der Bedeutung "müssen".

###### Präsens
Der Subjunktiv der Präsensformen unterscheidet sich von den entsprechenden Indikativformen dadurch, dass der Endvokal -a des Indikativs im Subjunktiv zu -o wird.

##### Futur
Der Subjunktiv Futur wird mit dem Subjunktiv des allgemeinen Präsens von doonid und dem Infinitiv des entsprechenden Verbs gebildet: keeni doono "ich werde / würde bringen; er werde bringen"; keeni doontaan "ihr werdet / würdet bringen".

##### Infinitiv und Verbalnomen
Der Infinitiv wird – je nach Verbalklasse – entweder mit einem Suffix -i oder -n gebildet: keen-i "bringen", neben sii-n "geben". Der Infinitiv wird selbstständig nur mit dem Modalverb karid "können" gebraucht, ansonsten wird es in den zusammengesetzten Tempora (s. o.) benutzt.
Eine andere nominale Form des Verbs ist das sog. Verbalnomen, das mit den Suffixen -id, -n und -sho gebildet wird: keen-id "das Bringen"; sii-n "das Bringen"; bara-sho "das Lernen". Es wird als Subjekt oder Objekt verwendet und wird wie ein normales Substantiv determiniert.

### Syntax

#### Fokussierung im Somali
Zur Fokussierung bestimmter Satzglieder verfügt das Somali über die drei Satzpartikeln waa, baa und ayaa. Diese Partikeln sind im affirmativen Aussagesatz obligatorisch (sic! Dies führte zu relativ großem Interesse speziell an der Syntax des Somali), während sie im Relativsatz fehlen.
Der Unterschied zwischen diesen drei Fokuspartikeln (auch Fokusmarker) ist schwer erklärbar. Deren Gebrauch ist pragmatisch bedingt und hängt mit dem Dialekt des Sprechers zusammen. Grundsätzlich wird die Partikel waa  eher bei neutralen Aussagesätzen verwendet (verwandt), bei denen eine Neuerung vorliegt (bspws. neues Subjekt). Die Partikel baa hingegen wird eher bei weiterführenden Sätzen ohne Neuerungen verwandt. Die Partikel ayaa wird normalerweise genau so wie die Partikel baa verwandt.
An alle Partikel können enklitische Personalpronomina angehängt werden, welche dann zur Referenzierung des Fokussierten dienen (Kopfmarkierung). Grundsätzlich kann jedes Substantiv, das vor dem Verbal Piece (dem finalen Verbal Complex) steht, fokussiert werden, wobei als Faustregel gilt: Das Substantiv neben der Fokuspartikel ist dasjenige, welches im Fokus steht (Ausnahme ist, wenn das Subjekt im Fokus steht).
Beispiele: Isagu wuu keenaa buuggan. „Er bringt dieses Buch.“

#### Fragesatz
Entscheidungsfragen werden mit einer der beiden Fragepartikeln ma oder miyaa gebildet: Adigu ma  keenaysaa buug? "Bringst du ein Buch?" oder Miyaad keenaysaa buug? "dass."
Sachfragen werden mit dem Interrogativpronomen kee/tee "wer/was" gebildet.

### Grammatiken
- John Ibrahim Saeed: Somali Reference Grammar. 2. Auflage. Dunwoody Press, Kensington 1993, ISBN 0-931745-97-7.
- Jörg Berchem: Referenzgrammatik des Somali. OMIMEE Intercultural Publishers, Köln 1991, ISBN 3-921008-01-8.

### Lehrbücher
- Martin Orwin: Colloquial Somali. A complete language course. Routledge, London 1995, ISBN 0-415-10009-7.
- Catherine Griefenow-Mewis: Lehrbuch des Somali. Eine praktische Einführung. (= Afrikawissenschaftliche Lehrbücher. Band 16). 2. Auflage. Köppe, Köln 2004, ISBN 3-89645-571-0.
- R. David Zorc, Abdullahi A. Issa: Somali Textbook. Dunwoody Press, Kensington 1990, ISBN 0-931745-48-9.

### Wörterbücher
- R. David Zorc, Madina Osman: Somali–English Dictionary with English Index. 3. Auflage. Dunwoody Press, Kensington 1993, ISBN 0-931745-94-2.
- Mohamed Ali Farah, Dieter Heck: Somali Wörterbuch Deutsch–Somali / Somali–Englisch–Deutsch. 4. Auflage. Buske, Hamburg 2015, ISBN 978-3-87548-055-9.
- Francesco Agostini (Hrsg.): Dizionario Somalo-Italiano. Gangemi, Roma 1985, ISBN 88-7448-001-6.
- Annarita Puglielli (Hrsg.): Dizionario Italiano-Somalo. Carocci, Università degli Studi de Roma Tre – Dipartimento di Linguistica, Roma 1998, ISBN 88-430-1115-4.